# Фонтанеле (Фрозиноне)
Фонтанеле (итал. Fontanelle) је насеље у Италији у округу Фрозиноне, региону Лацио.
Према процени из 2011. у насељу је живело 54 становника. Насеље се налази на надморској висини од 192 м.